# Domenico Marchetti
Domenico Marchetti (Pádua, 1626 — Pádua, 13 de Julho de 1688) foi um latinista, médico, cirurgião, fisiologista e anatomista italiano. Era filho de Pietro Marchetti (1589-1673) e irmão de Antonio Marchetti (1640-1730). Estudou na Universidade de Pádua onde se formou em Medicina, tornando-se, em 1644, colaborador de Johann Vesling. Em 1649 sucedeu a Vesling como professor de anatomia e cirurgia.
Em 1652, realizou a primeira nefrectomia da história da cirurgia e em 1665, publicou a primeira descrição de pericardite pós traumática. A ele se deve o processo de injeção dos vasos sanguíneos, possibilitando destacar os vasos arteriais e venosos, mostrando sua continuidade. Em 9 de outubo de 1683 obtém a cátedra de anatomia do Ateneu patavino, cargo que ocupou até sua morte prematura.  Conhecido, sobretudo, como hábil cirurgião, segundo Albrecht von Haller foi mal avaliado como anatomista por tratar de assuntos novos e originais.

## Obra
- Anatomia (cui responsiones ad Riolanum anatomicum Parisiensem in ipsius animaduersionibus contra Veslingium additae sunt), Patavii 1652, 1654; Hardervici 1656; Ludguni Batavorum 1688.